# تريست (مسرحية)
تريست هي مسرحية رومانسية للكاتبة كارولين ليتش تقع أحداثها في لندن الإدواردية. عرضت تريست لأول مرة في 6 أبريل 2006 في مسرح بروميناد في نيويورك من بطولة ماكسويل كولفيلد واميليا كامبل.
عرضت المسرحية في عام 2007 في مسرح داليا السوداء في لوس أنجلوس، من بطولة غابرييل أولدز وديبورا بويت. تلقت المسرحية مراجعات إيجابية، ورشحت لحفل تصفيق لأفضل إنتاج مسرحي رومانسي. كما رشح مخرجها، روبن لارسن، لجائزة أوفيسن وفاز بجائزة غارلاند لأفضل مخرج. وقد ترشح أولدز 6 مرشحين لجائزة أفضل ممثل  وواحد من LADCC. وفاز بجائزتين: جائزة مسرح أسبوعية في لوس أنجلوس وفاز بجائزة من لجنة مكافحة التصحر في أمريكا اللاتينية. حصلت بويت على ترشيحات أفضل ممثلة رائدة من مجلة أوفاتتشن ودائرة نقاد الدراما في لوس أنجلوس وجوائز جارلاند ومنحت جائزة إل إيه الأسبوعية. ومنذ ذلك الحين عرضت المسرحية في العديد من الأماكن في جميع أنحاء العالم، بما في ذلك مسرح ويستبورت الريفي في عام 2008، وفي مسرح المرجع الأيرلندي في مدينة نيويورك في عام 2011.